# DJ Encore
DJ Encore (* 1979 in Kopenhagen) ist ein dänischer DJ, Musikproduzent und Songwriter. Sein bürgerlicher Name lautet Andreas Hemmeth.

## Biografie
Andreas Hemmeth ist der Sohn einer Musiklehrerin und eines klassischen Musikers. Sie führten ihn früh an die Musik heran, so lernte er als Kind Klavier und Gitarre spielen und übte sich im Mixen am Computer. Schon vor seinem 20. Geburtstag legte er als regulärer DJ in drei Kopenhagener Clubs auf. Dabei wechselte er zwischen verschiedenen Musikrichtungen wie Techno, Trance, Dance-Pop und Eurodance.
Während DJ Encore bei Produzent Funkstar de Lux als Techniker arbeitete, hörte ein Mitarbeiter von Sony Music Publishing ein Demo von ihm und schlug eine Zusammenarbeit mit der dänischen Sängerin Engelina vor. Obwohl Engelina vorher mehr im Bereich Jazz und R&B aktiv gewesen war, taten sich die beiden zusammen und brachten im März 2001 ihre erste Single I Can See Right Through to You heraus. Der Euro-Dance-Song war vor allem in Dänemark sehr erfolgreich. Er stieg sofort auf Platz 1 der dänischen Single-Charts ein und wurde zur Titelmelodie der dänischen Ausgabe von Big Brother gewählt. In Deutschland schaffte er es auf Platz 66. Im Oktober 2001 erschien das zugehörige Album Intuition bei Universal Music. Es erreichte Platz 11 der Billboard Top Electronic Albums und Platz 7 der dänischen Albencharts.
2002 trennten sich die Wege von DJ Encore und Engelina. Engelina wurde später Mitglied des Pop-Trios Sha Li Mar.
Im selben Jahr veröffentlichte DJ Encore bei dem EDM-Label Ultra Records das Mix-Album Ultra.Dance 02. Neben einem Remix seines Hits I See Right Through to You enthielt es unter anderem Featurings von ATB, Tiësto, Paul van Dyk, Chemical Brothers und Masters at Work. Das Album stieg in mehrere Billboardcharts ein, unter anderem auf Platz 6 der Top Electronic Albums und Platz 180 der Billboard 200.
2007 brachte DJ Encore sein zweites Album Unique bei Koch Records heraus.

## Diskografie

### Alben
- 2001: Intuition (DJ Encore feat. Engelina)
- 2007: Unique

### Mix-Alben
- 2002: DJ Encore Presents: Ultra.Dance 02

### Singles
- 2001: I See Right Through to You (feat. Engelina)
- 2002: Walking in the Sky (feat. Engelina)
- 2002: High on Life (feat. Engelina)
- 2002: You’ve Got a Way (feat.Engelina)
- 2007: You Can Walk on Water
- 2007: Out There
- 2008: Falling

## Belege
1. 1 2 3  Chartquellen: Dänemark - Deutschland
2. ↑  US-Alben: Joel Whitburn: Joel Whitburn presents the Billboard Albums. 6. Auflage. Billboard Books, New York 2006, ISBN 0-89820-166-7.
3. 1 2  Auszeichnungen für Musikverkäufe: DK DK
4. ↑  discogs
5. ↑  Allmusic Awards

| Personendaten    | Personendaten                      |
| ---------------- | ---------------------------------- |
| NAME             | DJ Encore                          |
| ALTERNATIVNAMEN  | Hemmeth, Andreas (wirklicher Name) |
| KURZBESCHREIBUNG | dänischer DJ                       |
| GEBURTSDATUM     | 1979                               |
| GEBURTSORT       | Kopenhagen, Dänemark               |